# ポンティアック・シルバードーム
シルバードーム（Silverdome）は、アメリカ合衆国のミシガン州ポンティアックにかつて存在したドーム型スタジアム。NFLデトロイト・ライオンズが開場から2001年まで、NBAデトロイト・ピストンズが1978年から1988年まで本拠地にしていた。
NBAオールスターゲーム（1979年2月4日）やスーパーボウルXVI （1982年1月28日）、WWF（現WWE）レッスルマニアIII （1987年3月29日）、1994 FIFAワールドカップなど数多くの大イベント開催実績がある。
1987年にはローマ法王ヨハネ・パウロ2世が訪れミサが行われた。

## 歴史
ライオンズは1935年からタイガー・スタジアムを本拠地にしていた。タイガー・スタジアムのフィールドは天然芝で、フットボールシーズンの後半には芝が剥げて泥だらけになる状態だった。そのためドーム型の新スタジアム建設を求める声があった。1968年11月28日（感謝祭）のフィラデルフィア・イーグルス戦において、泥に足をとられたライオンズが敗れたことで、ドーム建設を求める声が強まった。ライオンズはドーム型の新スタジアム建設を決断し、デトロイト近郊ポンティアックの土地を購入した。
新スタジアムは1973年9月19日に建設が開始され、23ヶ月後の1975年8月23日にポンティアック・メトロポリタン・スタジアム（Pontiac Metropolitan Stadium 、通称PonMet ）として開場した。収容人数80,311人は、当時のNFLでは最大だった。新スタジアム初のNFL公式戦は同年10月6日で、地元ライオンズはダラス・カウボーイズに 10－36 で敗れた。この年ライオンズはシーズン7勝7敗（前年と同じ）、うち本拠地試合で4勝3敗（前年は5勝2敗）でシーズンを終えた。翌年、スタジアムは現在の名称になった。
屋根は、テフロン加工ガラス繊維製の布屋根をドーム内部から空気圧で押し上げる空気膜構造(エアドーム)を採用した。ポンティアック・シルバードームはこの方式で建設された世界初のスタジアムである。NFLでは後に、メトロドーム（ミネソタ州ミネアポリス）やRCAドーム（インディアナ州インディアナポリス）もこれと同じ方式で建設された。しかし1985年3月4日に発生した地吹雪で屋根が破損したため、その後数ヶ月かけて鋼鉄製の梁を設置して屋根を補強した。
屋根があることでスタジアム内の温度調整ができるため、毎年1月という寒い時期に行われるスーパーボウルが寒冷地のミシガン州でも開催できるようになった。それまで南部の州（カリフォルニア州・フロリダ州・ルイジアナ州・テキサス州）でしか開催されてこなかったスーパーボウルが、1982年1月28日に史上初めて北部の州で開催され、サンフランシスコ・フォーティナイナーズがシンシナティ・ベンガルズを 26－21 で下した。
ポンティアック・シルバードームは、1994年に開催されたサッカー・FIFAワールドカップ米国大会の開催地の一つにも選ばれた。FIFAの規定によりフィールドは天然芝でなければならないが、ドームでは屋根が日光を遮り天然芝の育成ができないため、人工芝の上に天然芝のシートを敷くことにした。6月18日、グループリーグA組の米国－スイス戦が行われ、ワールドカップ史上初めてドームで試合が開催された（米国 1－1 スイス、観客73,425人）。この試合のほかにグループリーグA・B両組の3試合が開催され、6月28日のブラジル－スウェーデン戦では4試合中最多の77,217人が観戦に訪れた（ブラジル 1－1 スウェーデン）。この年のアメリカは猛暑になったこともあり、夏の使用を想定していないためクーラーのないこのドームでは40度を超える酷暑に選手と観客が苦しんだ。
1987年にはWWEの最大の大会レッスルマニアIIIが開催され、93,173人を動員し、同会場のスポーツ及びエンターテインメントイベントにおける最多動員を記録をした。
1990年代に入り、新スタジアム建設構想が浮かび上がった。ポンティアック・シルバードームが郊外に位置することで、都市部に位置する他スタジアムに比べ集客面で不利になるためだった。1990年代後半に新スタジアム建設とともにライオンズの移転が決定した。1999年11月16日に「フォード・フィールド」の建設が開始され、2002年シーズンからライオンズは新スタジアムへ移転した。
かつては、エルビス・プレスリー、レッド・ツェッペリン、ブルース・スプリングスティーンがコンサートを開催したスタジアムであったが、コンサートだけでスタジアムを維持することは困難であり、2002年には売りに出されることになる。2003年から2009年にかけて入札が行われたが、最低価格の2,000万ドルまで達せず成立しなかった。その間、カジノ、競馬場など様々な計画が持ち上がり、4億ドルを投資してコンベンションセンター・ホテル・デパート・オフィスビル・14のスクリーンを持つ映画館を建設する案まで出たが、スタジアム維持費に年間150万ドルかかるため、競売最低価格を取り払った結果、58万3,000ドルで落札され批判の声が上がった。不動産業者は「1エーカー（約1,224坪、約4,048.86平方メートル）1万ドルの土地だ。どう見積もっても1,200万ドルから3,000万ドルの価値はある」、市民は「建設には5,500万ドルもかかったのに」と批判を浴びせた。
落札者はトロントを拠点に活動するトリプル・インベストメント・グループの有力不動産業者アンドレアス・アパストロプーロス（Andreas Apostolopoulos）だった。スタジアムをメジャーリーグサッカーチームの拠点にする計画で2010年に600万ドルをかけて内装・設備などを整えた。改装後、モンスタートラックラリーイベントを皮切にコンサート、ボクシング、アメリカンアルティメットディスクリーグが開催された。ACミランとパナシナイコスFCの対戦には3万人の観客を集めた。
2011年、公式にメジャーリーグサッカー申請することになり、アパストロプーロスは3万人収容サッカースタジアムの下に2つの小さなアリーナを設け、屋根を取り外し維持・運転費用のかかる空気調整システムを撤去することにした。2012年に工事が開始される中、屋根の積雪を溶かす暖房が機能しなくなり氷の塊が落下して屋根や床を破壊することになった。いくつもの穴は広がり、さらに冬の嵐に見舞われ大きな被害を受け雨を防ぐこともできなくなった。以後、スタジアムのメンテナンスもされないため廃墟と化した。いくつかの再開発計画があったが、アパストロプーロスは工業団地にするために2017年に取り壊すことを発表した。
2017年12月3日、スタジアムの爆破解体作業が行われたが失敗した。1回目の爆破でも建物はそのまま残り、翌4日の2回目の爆破で建物の上の部分が崩れただけで下の部分は残った。その後、2018年3月までにすべての建物が取り壊された。